# Slag bij Hohenlinden
De Slag bij Hohenlinden op 3 december 1800 nabij München was een beslissende Franse overwinning tegen de Oostenrijkers in de napoleontische Tweede Coalitieoorlog. Franse troepen onder bevel van Jean Victor Marie Moreau versloegen de Oostenrijkers, geleid door aartshertog Johan van Oostenrijk. De veldslag is vernoemd naar het Beierse dorp Hohenlinden, ongeveer 33 kilometer ten oosten van München.

## Achtergrond
De Eerste Coalitieoorlog was uitgelopen op een verpletterende nederlaag voor de vijanden van de Franse Revolutie, maar in 1799 brak een nieuwe oorlog tegen revolutionair Frankrijk uit, de Tweede Coalitieoorlog. De Russen werden verslagen in Zwitserland door de Franse generaal Masséna en trokken zich terug uit de oorlog. In november greep Napoleon Bonaparte de macht in Frankrijk in de staatsgreep van 18 Brumaire. Hierna nam Napoleon persoonlijk de leiding over de Franse strijdkrachten in Italië, terwijl generaal Jean Victor Marie Moreau het commando kreeg over het Franse leger in Duitsland.
Op 14 juni 1800 kwam het tot een treffen tussen Napoleon en de Oostenrijkers in de Slag bij Marengo, nabij Alessandria. De veldslag was een nipte overwinning voor Napoleon en niet genoeg om de oorlog in het voordeel van Frankrijk te beslissen.
Ondertussen was Moreau met het Rijnleger van 100.000 man de Rijn overgestoken en dwong de Oostenrijkers terug in oostelijke richting. De Oostenrijkers verloren een reeks veldslagen bij Stockach, Messkirch en Höchstädt an der Donau en werden gedwongen tot een wapenstilstand op 15 juli. De Oostenrijkers trokken zich terug achter de rivier de Inn.
Keizer Frans II was ontevreden over Pál Kray en verving hem als bevelhebber door de 18-jarige aartshertog Johan van Oostenrijk, met de ervaren generaal Lauer als tweede in bevel. Het enige wat Johan hoefde te doen, was te bevelen wat Lauer hem adviseerde. Franz von Weyrother werd benoemd tot stafchef.
De wapenstilstand werd herzien in september maar verliep op 12 november. Ondertussen had Weyrother Johan en Lauer overtuigd dat ze een aanvallende houding aan moesten nemen. Het plan van Weyrother hield in dat ze de Franse linkervleugel zouden vermorzelen bij Landshut en vervolgens naar het zuiden op te rukken om zo Moreaus communicatie met het westen van München af te snijden. Na een paar dagen marcheren werd het duidelijk dat het Oostenrijkse leger te traag was om zo'n ambitieus plan te bewerkstelligen. Lauer overtuigde daarom Johan om een nieuw plan uit te voeren. Ze zouden Moreau niet afsnijden maar een verrassingsaanval uitvoeren: een directe aanval op München. Door deze onverwachte aanval zouden de Franse troepen van Moreau overrompeld worden en konden de Oostenrijkers een plaatselijke overwinning behalen.
Na het einde van de wapenstilstand begonnen de Oostenrijkers eind november een offensief tegen Moreau en op 1 december dreven de Oostenrijkers bij Ampfing de Franse achterhoede onder bevel van Michel Ney terug. Het verslagen Franse leger wist toch nog 3.000 slachtoffers aan Oostenrijkse kant te maken terwijl ze zelf maar 1.700 man verloren. Toen de Oostenrijkse bevelhebbers erachter kwamen dat Grenier de volgende dag was gevlucht bij Haag in Oberbayern, waren ze euforisch. Maar Moreau besloot te blijven vechten en plaatste zijn leger bij een open plek in de buurt van Hohenlinden. Om Moreau te verslaan moesten de Oostenrijkers direct uit het westen en door een dicht bebost terrein aanvallen.

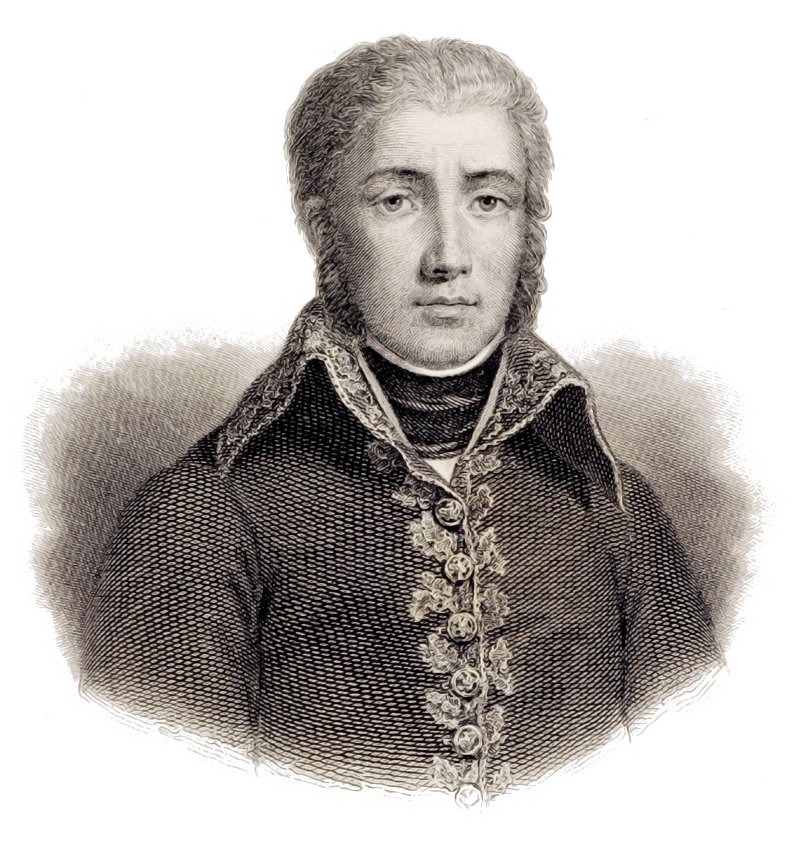
Jean Victor Marie Moreau

Moreaus belangrijkste verdedigingspositie bestond uit vier divisies, op het oosten gericht. Van noord naar zuid werden de troepen geleid door Legrand (7.900), Bastoul (6.300), Ney (9.600) en Grouchy (8.600). De troepen van Legrand, Bastoul en Ney behoorden tot het korps van Paul Grenier. Moreau hield 1.700 zware cavalerie, onder bevel van Jean-Joseph Ange d'Hautpoul, in reserve. Naar het zuiden, vlak bij Ebersberg, lagen nog twee divisies, onder bevel van Antoine Richepanse (10.700) en Charles Decaen (10.100). De divisies van d’Hautpoul, Richepanse, Decaen en Grouchy vormden de reserve van Moreau. Moreaus plan was om Richepanse naar het noordoosten te laten marcheren om de Oostenrijkse linkerflank aan te vallen. Zijn basislinie zou in het open terrein manoeuvreren en de Oostenrijkers opvangen, mocht er een tegenaanval uit het bos komen. Decaen zou Richepanse ondersteunen.
De onervaren aartshertog Johan dacht dat de Fransen aan het terugtrekken waren en haastte zich om de Fransen in te halen voordat ze konden ontsnappen. Om de Fransen te bereiken moesten de Oostenrijkse en Beierse troepen vanuit het oosten door zwaar bebost en sneeuwachtig gebied optrekken. Moreau wachtte ondertussen de Oostenrijkers op ten westen van de bossen, op de open vlakte tussen Hohenlinden en Harthofen.
Zijn plan was om met de Franse hoofdmacht (de vier divisies onder bevel van Legrand, Bastoul, Ney en Grouchy) de Oostenrijkers aan te vallen zodra ze uit de bossen tevoorschijn kwamen. Tegelijkertijd zouden de divisies van Richepanse en Decaen, die ten zuiden van de hoofdmacht gelegen waren, de Oostenrijkse linkervleugel aanvallen. In het noorden had Moreau drie divisies onder bevel van Grenier.
De Oostenrijkers marcheerden door de bossen ten oosten van Hohenlinden, verdeeld in vier colonnes onder bevel van Kollowrat, Kienmayer, Baillet en Riesch. Aartshertog Johan reed samen met de Oostenrijkse hoofdmacht onder bevel van Kollowrat over de hoofdweg door de bossen.

## Verloop

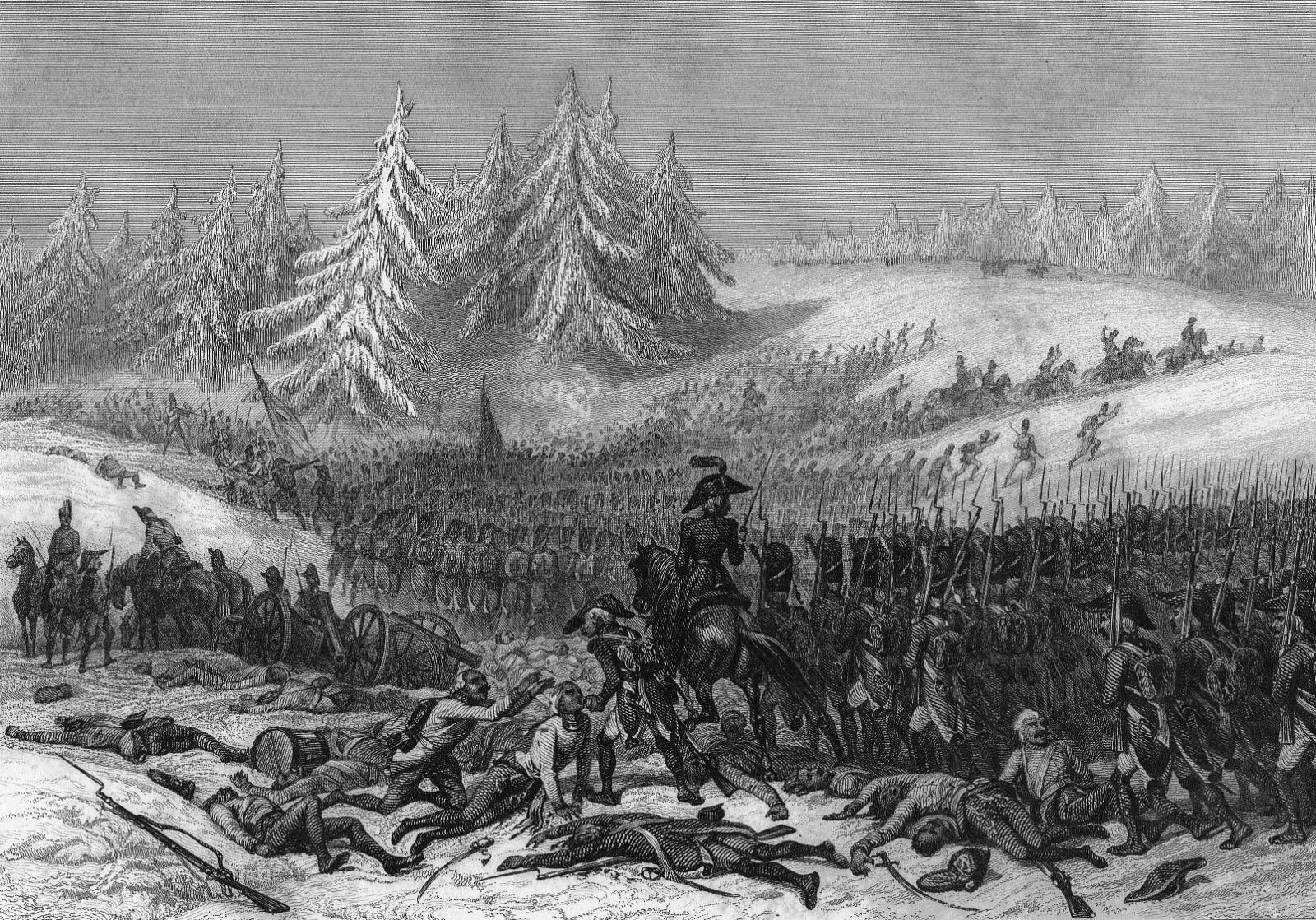
De opmars van Richepanse door de sneeuw

De Fransen en Oostenrijkers troffen elkaar in de ochtend van 3 december. Kollowrat viel rond 8 uur Ney en Grouchy aan, die stand hielden. In het noorden dreef Kienmayer de Franse voorposten terug. Riesch en Baillet zaten ondertussen nog vast in de bossen, zodat Richepanse zich voor Riesch kon positioneren.
Twee Oostenrijkse bataljons van grenadiers, die waren teruggestuurd om Riesch te zoeken, sneden de divisie van Richepanse in tweeën. Richepanse vocht zich naar het noorden, bereikte de hoofdweg en draaide naar het westen om de Oostenrijkers in de rug aan te vallen. Baillet, die nu vuur uit zowel het westen als het zuiden hoorde, raakte in paniek, en Kienmayer en Kollowrat maakten gebruik van de situatie om de Franse hoofdlinie aan te vallen, maar Grenier en Grouchy hielden stand.
Verder naar het noorden dreef Kienmayer de Franse troepen terug. De Fransen trokken zich ordelijk westwaarts terug naar de hoofdlinie van Grenier. Prins Karl Philipp zu Schwarzenberg, die de leiding had over Kienmayers linkerflank, drukte naar het zuidwesten door om tussen de divisies van Bastoul en Ney te komen. De Oostenrijkers veroverden Forstern, maar Moreau gebood de reservecavalerie van d’Hautpoul om hem te helpen om de Oostenrijkers weg te drijven.
Een stuk verderop bewoog Latour zich door het modderige bos, waar nog sneeuw lag. Hierdoor kon Latour maar traag vooruitkomen, waardoor hij achterop schema kwam te liggen. Om 10 uur in de ochtend was hij nog steeds achter de divisie van Kollowrat. Tegen die tijd was het oorlogsgeweld van Kienmayer en Kollowrat goed te horen. Meer verontrustend waren de geluiden aan de zuidelijke kant van het front, waar de slag in alle hevigheid was losgebarsten. Latour maakte de vreemde beslissing om de divisies van prins Frederik VI van Hessen-Homburg en Frederik Lodewijk van Hohenlohe-Ingelfingen op te delen in kleine groepen. Hij stuurde een bataljon infanterie en zes eskadrons cavalerie naar het noorden om Kienmayer te zoeken. Een bataljon en vier eskadrons marcheerden naar het zuiden om Kollowrat te vinden, van wie hij ook nog steeds het spoor bijster was. Nadat hij het merendeel van zijn troepen had laten doorstoten naar Mitbach, zond hij twee bataljons op pad om Schwarzenberg te assisteren bij zijn aanval. Daarnaast stuurde hij drie bataljons en artillerie om Kolowrat te helpen. Hierdoor bleef hij zelf met slechts drie bataljons en zes eskadrons over.
Diep in het bos hield het Frans 108e regiment het uit. Maar Lelio Spannochi stuurde een bataljon met grenadiers om de flanken aan te vallen. Hiermee werden de Fransen van het 108e regiment teruggedreven. Kollowrat gaf bevel aan de compagnie van Bernhard Erasmus von Deroy en een tweede bataljon van grenadiers om de aanval gaande te houden.
Toen de Oostenrijkers vanuit het bos door wilden stoten, zette Grouchy een tegenaanval in met zowel infanterie als cavalerie. De troepen van Kollowrat trokken zich terug toen het 11e cavalerieregiment door de Oostenrijkse linies heen brak en het 4e regiment de artillerie van de Oostenrijkers in handen wist te krijgen. Zowel Spannochi en de gewonde Marcognet werden gevangengenomen. Omdat Kollowrat vijf kanonnen had verloren, besloot hij om te wachten met doorstoten tot Latour en Riesch hem zouden vergezellen aan zijn flanken. Kollowrat was ongerust over zijn open linkerflank. Om zekerheid te krijgen besloot hij om twee bataljons met grenadiers op pad te sturen om de troepen van Riesch te zoeken die hij nodig had om zijn flanken te versterken.
Rond 12 uur 's middags kwam Decaen tot de redding van Richepanse aan de zuidkant van het slagveld. Uiteindelijk werden de Oostenrijkers onder Riesch tegengehouden en naar het oosten gedreven.
Aartshertog Johan stuurde eenheid na eenheid naar de achterhoede om de troepen van Richepanse van de hoofdweg af te drijven, maar de Fransen hielden stand. Moreau rook de overwinning en gaf het bevel aan zijn andere divisies om aan te vallen. De Oostenrijkse hoofdmacht onder bevel van Kollowrat werd aan drie kanten omsingeld door Ney, Grouchy en Richepanse en viel uit elkaar. Aartshertog Johan kon nog vluchten, maar 9.000 Oostenrijkse en Beierse troepen gaven zich over, met 76 kanonnen. Aan Oostenrijkse kant vielen 4.600 doden en gewonden, en 7.195 gevangenen, 50 kanonnen en 85 kanonskogels kwamen in Franse handen. De Beierse troepen telden er 24 doden en 90 gewonden. 1754 man waren gevangengenomen en 26 artilleriestukken verloren. Aan Franse kant was het officiële aantal 1.900 slachtoffers, hoewel het echte aantal doden en gewonden waarschijnlijk 3.000 bedroeg. Bastoul raakte dodelijk verwond.

## Nasleep

De grenzen van Europa na de Vrede van Lunéville

Na de rampzalige nederlaag bij Hohenlinden zocht de Oostenrijkse legerleiding een zondebok. Deze zondebok werd gevonden in de persoon van Lauer. Aartshertog Johan had fikse kritiek op Riesch, omdat hij erg traag was geweest op beslissende momenten. Maar hij vond ook dat Latour en Kienmayer ernstige fouten hadden gemaakt. De Beierse luitenant-generaal Christian Zweibrucken verweet de Oostenrijkers onwetendheid.
Aartshertog Johan gaf het bevel voor een haastige terugtrekking van zijn gedemoraliseerde leger. Moreau achtervolgde de Oostenrijkers erg langzaam, maar vanaf 8 december rukten zijn troepen in 15 dagen tijd 300 kilometer op en namen 20.000 Oostenrijkers gevangen. Claude Lecourbe's rechtervleugel bereikte de troepen van Riesch bij Rosenheim op 9 december. In Salzburg, op 14 december, hield Aartshertog Johan Lecourbe tegen in een succesvol achterhoedegevecht.
Na een reeks treffen bij Neumarkt am Wallersee, Frankenmarkt, Schwanenstadt, Vöcklabruck, Lambach en Kremsmünster in de daaropvolgende week viel het leger van de Oostenrijkers uiteen in kleine stukjes. Richepanse onderscheidde zichzelf enorm in de achtervolging. Op 17 december, toen Aartshertog Karel van Oostenrijk zijn broer Johan kwam aflossen, was het Oostenrijkse leger al in kleine stukjes verdeeld. Toen de Franse troepen ongeveer 80 kilometer van Wenen verwijderd waren, verzocht de Aartshertog Karel om een wapenstilstand, die Moreau op 25 december goedkeurde.
Na de wapenstilstand volgde op 9 februari 1801 de Vrede van Lunéville. Hierbij moest Oostenrijk de Vrede van Campo Formio nogmaals erkennen, waarbij het de Oostenrijkse Nederlanden (het huidige België en Luxemburg) en grote gebieden in Italië aan Frankrijk en diens vazalstaten had moeten afstaan. Verder annexeerde Frankrijk alle Duitse gebieden ten westen van de Rijn, die werd erkend als de Frans-Duitse grens. Ook de Russen tekenden later het vredesverdrag. In 1802 volgde de Vrede van Amiens met Groot-Brittannië, waardoor een kortstondige periode zonder oorlog aanbrak.
Het zette kwaad bloed bij Napoleon dat niet hij maar Moreau de beslissende overwinning in de oorlog had behaald. Dit was het begin van een breuk tussen de twee bondgenoten. Na het einde van de oorlog werd Moreau's vrouw de spil in een groep van tegenstanders van Napoleon, die de samenzweerders liet arresteren. Moreau kreeg gevangenisstraf, maar Napoleon liet deze straf omzetten in verbanning.
Napoleon liet de Slag bij Hohenlinden wegmoffelen als een onbelangrijke veldslag en presenteerde de Slag bij Marengo als een glorieuze overwinning, hoewel hij in werkelijkheid de slag op het nippertje had gewonnen. De overwinning in de Tweede Coalitieoorlog verzekerde Napoleons positie als dictator van Frankrijk. Ook werd het hierdoor voor hem mogelijk om zichzelf tot levenslange eerste consul te laten verkiezen en vervolgens in 1804 tot keizer te laten kronen.

## Nagedachtenis

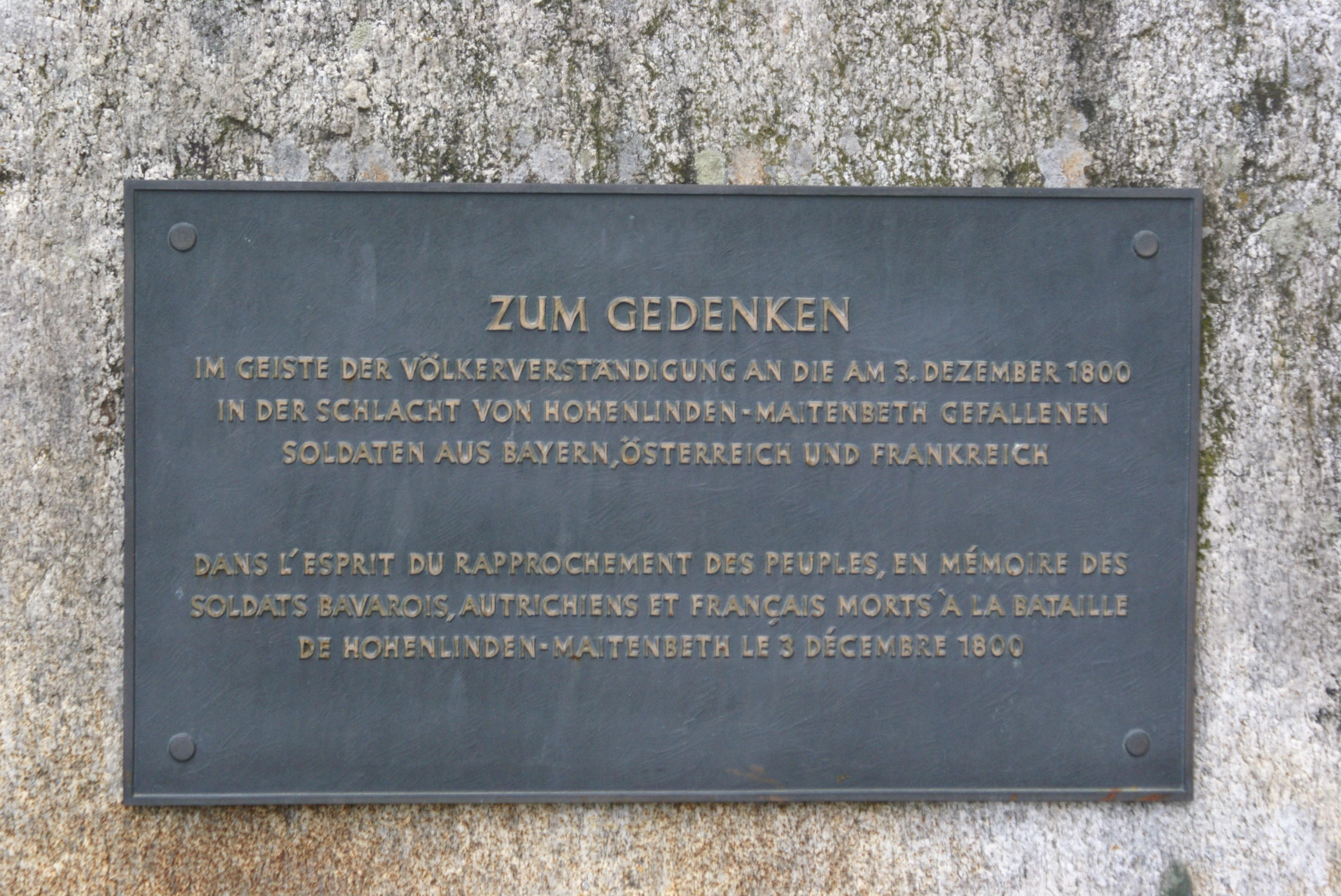
Gedenkplaat in Maitenbeth

Bij Hohenlinden staat een monument dat herinnert aan de veldslag. De naam van de veldslag werd gegraveerd op de Arc de Triomphe in Parijs.
De Schotse dichter Thomas Campbell schreef in 1803 een gedicht over de veldslag.
Eerste Stockach · Cassano · Eerste Zürich · Montebello · Trebbia · Novi · Bergen · Tweede Zürich · Castricum · Genua · Tweede Stockach · Marengo · Höchstädt · Hohenlinden · Kopenhagen · Algeciras · Alexandrië